# Clidemia dimorphica
Clidemia dimorphica är en tvåhjärtbladig växtart som beskrevs av James Francis Macbride. Clidemia dimorphica ingår i släktet Clidemia och familjen Melastomataceae. Inga underarter finns listade i Catalogue of Life.